# Карліс Ашманіс
Карліс Артурс Александрс Ашманіс (латис. Kārlis Arturs Aleksandrs Ašmanis; нар. 24 листопада (6 грудня) 1898, Рига — пом. листопад 1962, Рига) — латвійський футболіст, що грав на позиції захисника. Відомий за виступами в клубах «Яунеклю крістіга савієніба» та «Ригас ФК», а також у складі збірної Латвії.

## Біографія
Карліс Ашманіс народився в 1898 році в Ризі. У 1920 році він розпочав виступи на футбольних полях у складі ризької команди РГСК. У 1921—1922 роках Ашманіс грав у складі іншої ризької команди «Яунеклю крістіга савієніба». У 1923 році Карліс Ашманіс перейшов до складу новоствореного клубу «Ригас ФК», який швидко став найсильнішим клубом Латвії. У складі РФК Ашманіс тричі поспіль ставав чемпіоном Латвії. З 1922 року Карліс Ашманіс грав у складі збірної Латвії, у її складі брав участь у футбольному турнірі на Олімпійських іграх 1924 року, брав участь у єдиному матчі латвійської збірної на Олімпіаді, в якому вона з великим рахунком поступилася господарям турніру — збірній Франції.
Після завершення виступів на футбольних полях Карліс Ашманіс був футбольним арбітром. У 1945 році, після остаточного встановлення радянської влади в Латвії, Ашманіса арештували співробітники радянських органів безпеки за звинуваченням у співпраці з контрреволюційною націоналістичною організацією, після чого кілька років колишній футболіст провів у засланні в Сибіру. Після заслання Ашманіс повернувся до Риги, де помер у 1962 році.